# Amstel Gold Race 1992
L'Amstel Gold Race 1992, ventisettesima edizione della corsa, valida per la Coppa del Mondo, si svolse il 25 aprile 1992 su un percorso di 248 km da Heerlen a Meerssen. Fu vinta dal tedesco Olaf Ludwig, che terminò in 6h 27' 30".

## Ordine d'arrivo (Top 10)
| Pos. | Corridore               | Squadra       | Tempo    |
| ---- | ----------------------- | ------------- | -------- |
| 1    | Olaf Ludwig             | Panasonic     | 6h27'30" |
| 2    | Johan Museeuw           | Lotto-Mavic   | s.t.     |
| 3    | Dmitrij Konyšev         | TVM-Sanyo     | s.t.     |
| 4    | Jean-Claude Colotti     | Z             | s.t.     |
| 5    | Luc Roosen              | Tulip Comp.   | s.t.     |
| 6    | Vadim Šabalkin          | Lotus-Festina | s.t.     |
| 7    | Gilbert Duclos-Lassalle | Z             | s.t.     |
| 8    | Guido Bontempi          | Carrera       | s.t.     |
| 9    | Jelle Nijdam            | Buckler       | s.t.     |
| 10   | Gert-Jan Theunisse      | TVM-Sanyo     | s.t.     |